# Candler megye
Candler megye az Amerikai Egyesült Államokban, azon belül Georgia államban található. Megyeszékhelye és legnagyobb városa Metter. Lakosainak száma 10 981 fő (2020. április 1.). Candler megye Bulloch, Evans, Tattnall, Toombs és Emanuel megyékkel határos.

## Népesség
A megye népességének változása:
| Lakosok száma | 9577 | 11 019 | 11 284 | 11 107 | 10 937 | 10 886 | 10 981 |
|               | 2000 | 2010   | 2011   | 2012   | 2013   | 2015   | 2020   |